# Hegyközszáldobágy
Hegyközszáldobágy (románul: Săldăbagiu de Munte) falu Romániában, Bihar megyében.

## Fekvése
Nagyváradtól északkeletre fekvő település.

## Története
Neve 1465-ben tűnt fel először az oklevelekben Zaldobag néven, mint a Bályoki család birtoka, a későbbiekben azonban a váradi püspökség birtokaként szerepelt, amely birtokosa volt még az 1800-as évek elején is.
A település a török hódoltság és Várad ostromai alatt nem pusztult el.
1802-ben nagy tűzvész volt a településen, melyben a község nagy része leégett, ekkor a templom és a paplak is a tűz martaléka lett. A község új temploma 1804. szeptember 14-én készült el.
1849 után a püspökség birtoka majdnem mind erdő volt, 1800-as évek elején a püspökségen kívül részbirtoka volt itt a Kabos és a Szénássy családoknak is.
Borovszky feljegyezte a község régi, érdekesnek tartott helyneveit is, melyek a következők voltak: Bodonhegy, Szélhely, Vajda dűlő, Budarét, Játékdomb, és Veres-patak.
1910-ben 851 lakosából 850 magyar, 1 román nemzetiségű volt.
A trianoni békeszerződés előtt a település Bihar vármegyéhez tartozott.

## Nevezetességek
- Református temploma 1804-ben épült. Korábban 1830-as építést feltételeztek, de a 2014-ben befejeződött felújítás során előkerült időkapszula és Diárium ezt megcáfolták.[2]